# Powerslave
Powerslave är det brittiska heavy metal-bandet Iron Maidens femte studioalbum. Det gavs ut den 3 september 1984 på etiketten EMI Records.

## Låtlista
| 1. | Aces High (Harris)                               | 4:31 |
| 2. | 2 Minutes to Midnight (Smith/Dickinson)          | 6:04 |
| 3. | Losfer Words (Big 'Orra) (Harris) (instrumental) | 4:15 |
| 4. | Flash of the Blade (Dickinson)                   | 4:05 |
| 5. | The Duellists (Harris)                           | 6:08 |

| 6.           | Back in the Village (Smith/Dickinson) | 5:00  |
| 7.           | Powerslave (Dickinson)                | 7:14  |
| 8.           | Rime of the Ancient Mariner (Harris)  | 13:45 |
| Total längd: | Total längd:                          | 51:02 |

## Banduppsättning
- Steve Harris – Bas
- Nicko McBrain – Trummor
- Bruce Dickinson – Sång
- Adrian Smith – Gitarr
- Dave Murray – Gitarr

## Powerslave

### Inspelning
Powerslave blev det första Iron Maiden-albumet utan något medlemsbyte efter föregående skiva. Efter att ha avslutat albumturnén för Piece of Mind i december 1983 tog bandet julledigt i tre veckor, innan de återsamlades på Le Chalet Hotel på ön Jersey i Engelska kanalen där de ägnade sex veckor åt låtskrivande och inövning.  Albumet spelades sedan in i Compass Point Studios på Bahamas och mixades i Electric Lady Studios i New York.

### Låtdetaljer
Öppningslåten Aces High är ur synvinkeln från en Spitfire-pilot som bekämpar en tysk flygräd under Slaget om Storbritannien 1940. 
Titeln 2 Minutes To Midnight syftar på Domedagsklockan och hotet om kärnvapenkrig, och texten handlar enligt Dickinson om romantisering och kommersialisering av krig. Textraden "blood is freedom's stain" är ett citat från en amerikansk general som Dickinson läste i boken "Dispatches" av Michael Herr.
Titeln på instrumentalspåret Losfer Words (Big 'Orra) är brittisk cockneyslang och betyder Lost for Words (Big Horror), alltså att sakna ord, vilket anspelar på att låten saknar sång. Det är den hittills sista instrumentala låten av Iron Maiden.
The Duellists är inspirerad av Ridley Scott-filmen med samma namn från 1977, som handlar om en fejd mellan två franska officerare under Napoleon-krigen. Bruce Dickinson var medlem i en fäktningsklubb grundad av Bill Hobbs som koreograferade fäktningen i Ridley Scott-filmen.
Back in the Village är i likhet med The Prisoner från The Number of the Beast baserad på den brittiska TV-serien Fången från 1967-1968.
Enligt Steve Harris hade Bruce Dickinson två eller tre olika låtidéer som Harris rekommenderade honom att sätta ihop till en låt, vilket blev Powerslave. Enligt Bruce Dickinson var texten avsedd att vara en ironisk anspelning på musikerlivet, och anspelade på en sorts förstärkare som endast användes för att generera kraft (eng: power) till PA-systemet och därför kallades "slave amplifiers". Han gjorde därför liknelsen att musikerna själva blev en sorts "powerslaves" under långt och krävande turnerande. För att inte göra innebörden för uppenbar förlade han istället handlingen till antika Egypten och makten (eng: power) hos faraonerna. Steve Harris tyckte att titeln Powerslave och låtens handling var så stark att den skulle ge namn åt hela albumet.
Rime of the Ancient Mariner är en nerkortad variant på Samuel Taylor Coleridges dikt The Rime of the Ancient Mariner från 1797, och två av verserna är direkt avskrivna från dikten. Steve Harris har berättat att han skrev låten på kort tid när det började bli stressigt att få ihop tillräckligt med material för inspelningen. Han har också berättat att han under skoltiden hade fått i uppgift att sammanfatta dikten i en synopsis, vilket blev samma metod han använde för att skriva låttexten. Med sin längd på 13 minuter och 45 sekunder var det Iron Maidens längsta låt, fram till att Empire of the Clouds kom 2015.

### Omslaget
Omslaget är gjort av Derek Riggs och har ett storslaget egyptiskt tema i stil med titelspåret, med bandmaskoten Eddie som en enorm staty framför en pyramid. Riggs har smugit in några subtila skämtsamheter i omslaget, som Musse Pigg och texterna, "Wot? No Guiness?" "Indiana Jones was here 1941", "Wot a load of crap" och "Bollocks".
I februari 2021 berättade Bruce Dickinson att Powerslave är hans absoluta favoritomslag med Iron Maiden.

### Singlar
2 Minutes to Midnight - Utgiven den 6 augusti 1984. Nådde plats 11 på brittiska topplistan.
Aces High - Utgiven den 22 oktober 1984. Nådde plats 20 på brittiska topplistan.

## Turné
Albumturnén som kallades World Slavery Tour sträckte sig över 28 länder och blev den längsta som bandet gjort, med 187 konserter från augusti 1984 till juli 1985.
Fem av albumets åtta låtar har framförts live. De låtar som aldrig framförts live är Flash of the Blade, The Duellists och Back in the Village.